# Uaianas
Os Uaianas, autodenominados Wayanas, são um povo indígena que habita o Amapá, noroeste do estado brasileiro do Pará,  na região de fronteira entre o Brasil (rio Paru de Leste, Pará), o Suriname (rios Tapanahoni e  Paloemeu) e a Guiana Francesa (alto rio Maroni e seus afluentes  Tampok e  Marouini), mais precisamente a Terra Indígena Rio Paru d'Este e o Parque Indígena do Tumucumaque, duas áreas contíguas que abrigam também outros grupos indígenas. Falam uma  língua da família karib.
Os Wayana são também referidos na literatura como Ojana, Ajana, Aiana, Ouyana, Uajana, Upurui, Oepoeroei, Roucouyen, Oreocoyana, Orkokoyana, Urucuiana, Urukuyana, Alucuyana e Wayana. Os termos Roucouyennes ou Roucouyen (de rocou, "urucum", em francês), assim como as corruptelas Urucuiana ou Rucuiana em português, empregados nos séculos XVIII e XIX, derivam do uso frequente por essa população da pintura corporal feita com urucum.
A etimologia da palavra Wayana é desconhecida. Sabe-se apenas que se trata de uma palavra caribe, em razão do uso do sufixo yana, que significa "povo", "gente", em muitas línguas dessa família linguística
No Brasil, os Aparai e os Wayana mantêm há pelo menos cem anos relações estreitas de convivência, coabitando as mesmas aldeias e casando-se entre si. Por isso, muitas vezes são referidos como um único grupo, embora sua diferenciação seja reivindicada com base em trajetórias históricas e traços culturais distintos.